# Els plaers i els dies
Els plaers i els dies (títol original, en francès, Les plaisirs et les jours) és un recull de poemes en prosa i de contes publicat per Marcel Proust l'any 1896 a Calmann-Lévy, amb un prefaci d'Anatole France. Aquest recull, el títol del qual es fa ressò d'Els treballs i els dies, d'Hesíode, s'inspira fortament en el decadentisme i sobretot en el treball del dandi Robert de Montesquiou. Es tracta de la primera obra de l'autor, que procurà evitar-ne la reimpressió durant la redacció de la seva gran obra, A la recerca del temps perdut.

## Estructura
El recull es compon de diverses parts:
- Prefaci, dedicat al seu amic Willie Heath, mort l'any anterior
- La mort de Baldassare Silvande, vicomte de Sylvanie
- Violante ou la Mondanité
- Fragments de comédie italienne
- Mondanité et mélomanie de Bouvard et Pécuchet
- Mélancolique villégiature de Mme de Breyves
- Portraits de peintres et de musiciens
- La confession d'une jeune fille
- Un dîner en ville
- Les regrets, rêveries couleur du temps
- La fin de la jalousie

## Recepció
Léon Blum va comentar el llibre en aquests termes: «Contes mundans, històries tendres, versos melòdics, fragments on la precisió del tret s'atenua en la gràcia flonja de la frase, M. Proust ha reunit tots els gèneres i tots els encants. També les belles dames i la gent jove gent llegiran amb un plaer emocionat un llibre tan bonic».